# Dopatrium stachytarphetoides
Dopatrium stachytarphetoides là một loài thực vật có hoa trong họ Mã đề. Loài này được Engl. & Gilg mô tả khoa học đầu tiên năm 1903.